# 말든 뷰릭
말든 뷰릭(Mladen Vulić, 1969년 9월 1일 ~ )은 크로아티아의 배우이다.
빈코브치에서 태어났다.

## 영화
- 마티나: 위험한 정사 (2018년) - 마테 역
- 윌 낫 엔드 히어 (2008년)
- 헌팅 파티 (2007년)
- 원더풀 나잇 인 스플릿 (2004년)
- 전쟁이 일어난 까닭은? (1996년)